# Question Mark & the Mysterians
Question Mark & the Mysterians war eine amerikanisch-mexikanische Rockband in den 1960er Jahren.

## Geschichte
Die späteren Bandmitglieder stammten alle aus Mexiko. Sie lernten sich in Detroit in den USA kennen, gründeten die Band und erspielten sich im Bundesstaat Michigan schnell einen guten Ruf. Der Höhepunkt ihrer zahlreichen Auftritte war jedes Mal ihre Eigenkomposition 96 Tears.
Sie nahmen ein Demo auf und schickten es an Plattenfirmen und Radiostationen. Neil Bogart nahm sie für Cameo-Parkway-Records unter Vertrag. Ein Sender spielte das Stück und innerhalb kürzester Zeit hatte die Newcomerband 1966 einen Millionenseller, der 15 Wochen lang auf Platz 1 der US-Charts stand.
Ende der 1960er Jahre verschwand die Formation wieder, trat aber später noch ab und zu auf.

## Diskografie

### Alben
| Jahr | Titel    | Höchstplatzierung, Gesamtwochen, AuszeichnungChartsChartplatzierungen (Jahr, Titel, Platzierungen, Wochen, Auszeichnungen, Anmerkungen) | Anmerkungen |
| Jahr | Titel    | US | Anmerkungen |
| ---- | -------- | --- | ----------- |
| 1966 | 96 Tears | US66 (15 Wo.)US |             |

Weitere Alben
- 1967: Action

### Singles
| Jahr | Titel Album                         | Höchstplatzierung, Gesamtwochen, AuszeichnungChartplatzierungen (Jahr, Titel, Album, Platzierungen, Wochen, Auszeichnungen, Anmerkungen) | Höchstplatzierung, Gesamtwochen, AuszeichnungChartplatzierungen (Jahr, Titel, Album, Platzierungen, Wochen, Auszeichnungen, Anmerkungen) | Höchstplatzierung, Gesamtwochen, AuszeichnungChartplatzierungen (Jahr, Titel, Album, Platzierungen, Wochen, Auszeichnungen, Anmerkungen) | Anmerkungen |
| Jahr | Titel Album                         | DE | UK | US | Anmerkungen |
| ---- | ----------------------------------- | --- | --- | --- | ----------- |
| 1966 | 96 Tears                            | DE27 (8 Wo.)DE | UK37 (4 Wo.)UK | US1 Gold · (15 Wo.)US |             |
| 1966 | I Need Somebody 96 Tears            | — | — | US22 (10 Wo.)US |             |
| 1967 | Can’t Get Enough of You Baby Action | — | — | US56 (6 Wo.)US |             |
| 1967 | Girl (You Captivate Me) Action      | — | — | US98 (2 Wo.)US |             |

Weitere Singles
- 1967: Beachcomber (als The Semi-Colons?)
- 1967: Do Something to Me
- 1968: Make You Mine
- 1969: Sha La La
- 1969: Ain’t It a Shame
- 1970: She Goes to Church on Sunday
- 1973: Hot ’n Groovin’
- 1998: Sally Go Round the Roses
- 1999: Are You for Real